# Jens Juul Eriksen
Jens Juul Eriksen (nascido em 9 de julho de 1926) é um ex-ciclista de pista dinamarquês. Defendeu as cores da Dinamarca nos Jogos Olímpicos de 1952, em Helsinque, onde terminou em quinto competindo no tandem.